# شاهزادة إبراهيم
شاهزادة إبراهيم (بالفارسية: شاهزاده ابراهیم) هو ضريح تاريخي، ويقع في مقاطعة قم.